# Alan Bean
Alan Bean (født 15. marts 1932, død 26. maj 2018) var en amerikansk astronaut. Han var den fjerde mand, der satte fod på Månen.